# اراگ-تاور
اراگ-تاور (انگلیسی: Arag-Tower) ساختمان اداری ۳۱ طبقه مستقر در شهر دوسلدورف، آلمان است، که پروژه ساخت آن در سال ۱۹۹۸ آغاز شد و در سال ۲۰۰۰ به بهره‌برداری رسید.